# M Squad
M Squad est une série télévisée américaine diffusée de  1957 à 1960 sur NBC. Elle était produite par la société de production de Lee Marvin, Latimer Productions et par Revue Studios. Son principal sponsor était la marque de cigarettes Pall Mall. Lee Marvin, la vedette du programme, apparaissait dans ses spots publicitaires au cours de nombreux épisodes,. D'autres sponsors de la série étaient General Electric (GE), Hazel Bishop et les montres Bulova.

## Distribution
- Lee Marvin : Lieutenant Frank Ballinger
- Paul Newlan (en) : Capitaine Grey

## Épisodes

### Première saison (1957-1958)
1. The Golden Look
2. The Watchdog
3. Neighborhood Killer
4. Pete Loves Mary
5. Face of Evil
6. Street of Fear
7. The Matinee Trade
8. The Hard Case
9. Killer in Town
10. Diamond Hard
11. The Alibi Witness
12. The Specialists
13. Family Portrait
14. The Palace Guard
15. The Slow Trap
16. The Cover Up
17. Blue Indigo
18. The Long Ride
19. The Shakedown
20. Dolly's Bar
21. Lover's Lane Killing
22. The Frightened Wife
23. The Black Mermaid
24. The Man in Hiding
25. The Chicago Bluebeard
26. Girl Lost
27. Hideout
28. Shot in the Dark
29. The Twenty-Six Girl
30. The Fight
31. Guilty Alibi
32. The Healer
33. Day of Terror
34. The $20 Plates
35. The Case of the Double Face
36. The System
37. The Woman from Paris
38. Accusation

### Deuxième saison (1958-1959)
1. More Deadly
2. Dead or Alive
3. The Missing Claimant
4. The Refugee
5. The Trap
6. Force of Habit
7. The Phantom Raiders
8. The Merits of the Case
9. The Big Kill
10. The Sitters
11. The Executioner
12. The Widows
13. Contraband
14. Prescription for Murder
15. The Teacher
16. The Third Shadow
17. One Man's Life
18. The Jumper
19. The Last Act
20. Mugger Murder
21. The Star Witness
22. The Take Over
23. Voluntary Surrender
24. Death Threat
25. The Harpies
26. Ghost Town
27. The Vanishing Lady
28. The Crush Out
29. The Fire Makers
30. The Terror on Dark Street
31. Robber's Roost
32. The Baited Hook
33. Model in the Lake
34. The Outsider
35. High School Bride
36. The Dangerous Game
37. Decoy in White
38. Mr. Grim's Rabbits
39. The Platter Pirates
40. Death Is a Clock

### Troisième saison (1959-1960)
1. Ten Minutes to Doomsday
2. The European Plan
3. Sunday Punch
4. Jeopardy by Fire
5. Murder in C-Sharp Minor
6. The Human Bond
7. Mama's Boy
8. Shred of Doubt
9. Death by Adoption
10. Another Face, Another Life
11. Voice from the Grave
12. The Upset
13. One of Our Armored Cars Is Missing
14. The Ivy League Bank Robbers
15. The Twisted Way
16. The Man Who Went Straight
17. The Second Best Killer
18. Pitched Battle at Bluebell Acres
19. The Man Who Lost His Brain
20. A Debt of Honor
21. The Man with Frank's Face
22. Burglar's Nightmare
23. Needle in a Haystack
24. Race to Death
25. The Velvet Stakeout
26. Anything for Joe
27. A Kid Up There
28. Diary of a Bomber
29. Let There Be Light
30. A Gun for Mother's Day
31. Man with the Ice
32. Dead Parrots Don't Talk
33. A Grenade for a Summer's Evening
34. Two Days for Willy
35. Badge for a Coward
36. Closed Season
37. Fire in the Sky
38. The Tiger's Cage
39. The Bad Apple